# Nancy Olson
Nancy Olson (født 14. juli 1928) er en amerikansk teater- og filmskuespiller.
Olsons far var læge. Hun studerede ved University of California, Los Angeles, hvor hun medvirkede i skolekomedier. I 1949 skrev hun en kontrakt med filmselskabet Paramount og samme år, hun gjorde hun filmdebut som skuespiller. Det følgende år blev hun nomineret til en Oscar for sin rolle i Sunset Boulevard. I denne og flere andre film spillede hun overfor William Holden.
I årene 1950-1957 var hun var gift med sangskriver Alan Jay Lerner, med hvem hun havde to døtre, Liza og Jennifer. Olson trak sig tilbage fra filmen i 1955, men kom tilbage i 1960, dog kun i små roller.
Olson giftede sig med 1962 med Alan Livingston, direktør for pladeselskabet Capitol Records. De forblev gift indtil han døde i marts 2009. Med Livingston havde hun en søn.